# لوحات تسجيل المركبات في لاوس
بدأت لوحات تسجيل المركبات في لاوس منذ عام 1950. بدأ الإصدار الحالي منذ عام 2001.

## أنواع المركبات
| ກຳແພງນະຄອນ ກ ກ 1111 |

| ກຳແພງນະຄອນ ກ ກ 1111 |

| ກຳແພງນະຄອນ ກ ກ 1111 |

| ທ ລ -007 ໝົດກຳນົດ 01-01-2001 |